# Aroa signata
Aroa signata är en fjärilsart som beskrevs av Walker 1865. Aroa signata ingår i släktet Aroa och familjen tofsspinnare. Inga underarter finns listade i Catalogue of Life.